# Mohamed Nader Hilal
Mohamed Nader Hilal Abdel Latif (in arabo محمد نادر هلال عبد اللطيف‎?; 25 marzo 1949) è un ex cestista egiziano.

## Carriera
Con l'Egitto ha disputato i Giochi olimpici di Monaco 1972.